# كلود ماكنزي هاتشينسون
كلود ماكنزي هاتشينسون (بالإنجليزية: Claud Mackenzie Hutchinson)‏ (29 أبريل 1869 - 2 أغسطس 1941) عالم بكتيريا إنجليزي عمل في الهند كعالم بكتيريا زراعي إمبراطوري.

## نُبذة
درس هاتشينسون في كلية ترينيتي، غلينالموند قبل أن يذهب إلى كلية سانت جون، كامبريدج تخرج في عام 1891. قام بتدريس الكيمياء في الكلية الاستعمارية، هوليسلي وفي عام 1904 انضم إلى جمعية الشاي الهندية في ولاية آسام. خلف هارولد هارت مان في عام 1907 كمسؤول علمي. في عام 1909 أصبح عالم البكتيريا الزراعية الإمبراطورية في بوسا وتقاعد في عام 1926 وانضم إلى الصناعات الكيميائية الإمبراطورية في عام 1931.
كان عمله في الهند بشكل أساسي على مغذيات التربة والخصوبة. عمل على تثبيت النيتروجين البكتيري والسماد الأخضر والدبال. حفز عمله في تخمير السماد الأخضر عمل آر دي أنستيد وجيلبرت فاولر. كما عمل على قضايا زراعية أخرى بما في ذلك مرض بيبرين دودة القز، وعلم البكتيريا في تخمير النيلي وفي تعقيم المياه باستخدام الكلور. كان أيضًا مصورًا ماهرًا وجعله اهتمامه بالجولف مستشارًا لإدارة العشب. لعمله، تم منحه CIE في عام 1920.
تزوج أليس موريل، ابنة جي والتر ليذر في عام 1914.